# Antoinette Vietsch
Catharina Antoinette (Antoinette) Vietsch (Vlaardingen, 30 november 1957) is een Nederlands politicus. Namens het Christen-Democratisch Appèl (CDA) maakte ze van 1 maart 2007 tot 17 juni 2010 deel uit van de Tweede Kamer der Staten-Generaal. Eerder was ze al van 2002 tot 2006 lid van het parlement.
Vietsch is architect, studeerde bouwkunde aan de Technische Universiteit Delft en promoveerde op de technische wetenschappen aan de Technische Universiteit Eindhoven in 1987. Ook studeerde ze aan INSEAD te Fontaineblau bij Kets de Vries. In het verleden was zij onder meer wetenschappelijk medewerker aan de Technische Universiteit Eindhoven, gastdocent Medical Architecture Unit Londen, stafmedewerker College voor Ziekenhuisvoorzieningen en senior adviseur gezondheidszorg Twynstra Gudde, lid van de Raad voor Advies voor Post en Telecommunicatie en lid van de Wachtlijstbrigade Verpleging en Verzorging.
In de Tweede Kamer hield zij zich bezig met bouw inclusief architectuur, aanbesteding en afval en met volksgezondheid. Zij was voorzitter van de contactgroep Groot-Brittannië. Namens de CDA-fractie was zij de contactpersoon voor de provincie Utrecht en de regio Rijnmond.
Vietsch is lid van de Raad van Toezicht van het Medisch Centrum Haaglanden. Ze was onder meer voorzitter van het CDA Utrecht, lid van de Raad van Advies van FENAC en lid Raad van Toezicht van Saffier te Den Haag. Sinds haar vertrek uit de landelijke politiek is ze partner van AVI research en consultancy.

## Persoonlijk
Vietsch is ongehuwd. Ze is Nederlands-Hervormd.